# Imunosupresant
Imunosupresant je svaka supstanca koja vrši potiskivanje i oslabljivanje normalne imunološke reakcije, (imunosupresiju imunskog sistema). One mogu biti spoljašnje (egzogene), kao što su imunosupresivni lekovi, ili unutrašnje (endogene), kao što je npr. testosteron. Kad je funkcija imunskog sistema potisnuta, postoji povećana osetljivost organizma na infektivne bolesti i rak.
Termin imunotoksin se takođe ponekad koristi (pogrešno) da se označe nepoželjni imunosupresanti, kao što su različiti zagađivači. Polihlorni bifenili (PCB) i herbicidi DDT su imunosupresanti.

## Upotrebe
Imunosupresanti mogu biti propisani kad je normalni imuni odgovor nepoželjan, kao što je to slučaj kod autoimunih bolesti.
Nakon presađivanja (transplantacije) organa, telo skoro uvek „odbaci“ novi organ usled razlike ljudskih leukocit antigen haplotipa između davaoca i primaoca organa. Reakcija „odbacivanja“ nastaje zato što, imunski sistem otkriva novo tkivo kao "neprijateljsko", i pokušava da ga ukloni napadajući ga primaočevim leukocitima, što dovodi do smrti tkiva presađenog organa. Imunosupresanti se zato, kod presađivanja organa, primenjuju kao protivmera. Nažalost njihovom primenom nastaju i neželjena dejstva, jer telo postaje podložnije infekcijama i malignitetu, slično kao kod poodmakle HIV infekcije.

## Spoljašnje veze
- Imunosupresanti Архивирано на веб-сајту  (16. септембар 2013)